# 세키타니촌
세키타니촌(関谷村)은 니가타현 이와후네군에 있던 촌이다.

## 역사
- 1901년 11월 1일 - 세키촌, 시치카타니촌, 구카타니촌이 합병해 이와후네군 세키타니촌이 성립하였다.
- 1954년 8월 1일 - 온나가와촌과 합병해 세키카와촌이 되어 소멸하였다.

## 교통

### 철도
- 일본국유철도 (현 동일본 여객철도)
  - 요네사카선

### 도로
- 2급 국도 113호선 (현 1급 국도 국도 제113호선)

## 참고문헌
- 大日本篤農家名鑑編纂所編『大日本篤農家名鑑』大日本篤農家名鑑編纂所、1910年。
- 『広島県紳士録 昭和8年版』西日本興信所、1933年。
- 人事興信所編『人事興信録 第24版 下』人事興信所、1968年。
- 『市町村名変遷辞典』東京堂出版、1990年。